# Schmatzfeld
Schmatzfeld is een plaats en voormalige gemeente in de Duitse deelstaat Saksen-Anhalt, en maakt deel uit van de Landkreis Harz.
Schmatzfeld telt 355 inwoners.